# Дораду (Сан-Паулу)
Дораду (порт. Dourado) — муниципалитет в Бразилии, входит в штат Сан-Паулу. Составная часть мезорегиона Араракара. Входит в экономико-статистический микрорегион Сан-Карлус. Население составляет 9244 человека на 2006 год. Занимает площадь 205,981 км². Плотность населения — 44,9 чел./км².

## История
Город основан 19 мая 1897 года.

## Статистика
- Валовой внутренний продукт на 2003 составляет 103.605.278,00 реалов (данные: Бразильский институт географии и статистики).
- Валовой внутренний продукт на душу населения на 2003 составляет 11.574,72 реалов (данные: Бразильский институт географии и статистики).
- Индекс развития человеческого потенциала на 2000 составляет 0,780 (данные: Программа развития ООН).

## География
Климат местности: тропический. В соответствии с классификацией Кёппена, климат относится к категории Aw.